# خوسيه فيديريكو دي كارفاغال
خوسيه فيديريكو دي كارفاغال هو محامي وسياسي إسباني، ولد في 14 مارس 1930 في مالقة في إسبانيا، وتوفي في 13 يونيو 2015 في مدريد في إسبانيا. نشط حزبياً في الحزب الاشتراكي العمالي الإسباني.

## مناصب
- انتخب President of the Senate of Spain [الإنجليزية]‏ (18 نوفمبر 1982 – 2 أكتوبر 1989).
- انتخب ممثل الجمعية البرلمانية لمجلس أوروبا [الإنجليزية]‏ لترشحه ضمن قائمة إسبانيا، (23 يناير 1978 – 1979).
- انتخب President of the Senate of Spain [الإنجليزية]‏ (18 نوفمبر 1982 – 21 نوفمبر 1989).
- في الانتخابات العامة الإسبانية 1989 [الإنجليزية]‏، انتخب عضو مجلس النواب الإسباني  [لغات أخرى]‏ عن دائرة مدريد [الإنجليزية]‏ خلال فترته النيابية  [لغات أخرى]‏ (15 نوفمبر 1989 – 13 أبريل 1993).
- انتخب عضو مجلس الشيوخ الإسباني  [لغات أخرى]‏.